# Battle Chess
Battle Chess (tạm dịch: Đại chiến cờ vua) là phiên bản trò chơi điện tử cờ vua với đồ họa 2.5D và hoạt ảnh chiến đấu hiển thị kết quả của việc quân này di chuyển lên ô vuông của quân khác. Được phát triển và phát hành bởi Interplay Entertainment cho Amiga vào năm 1988 và được chuyển sang nhiều hệ máy khác, bao gồm 3DO Interactive Multiplayer, Acorn Archimedes, Amiga CD32, Amiga CDTV, Apple IIGS, Apple II, Atari ST, Commodore 64, MS-DOS, FM Towns, Nintendo Entertainment System, MacOS, PC-98, X68000 và Microsoft Windows. Năm 1991, Battle Chess Enhance được Interplay phát hành cho các máy tương thích với IBM PC và Macintosh với đồ họa VGA cải tiến và bản nhạc giao hưởng được phát từ CD-ROM.
Battle Chess được giới phê bình đánh giá cao và thành công về mặt thương mại, dẫn đến hai phần tiếp theo chính thức cũng như một số trò chơi làm lại đầy cảm hứng, Battle Chess: Game of Kings, được phát hành trên Steam vào ngày 11 tháng 12 năm 2015.

## Lối chơi
Battle Chess tuân theo các quy tắc tương tự như cờ vua truyền thống, với quân di chuyển theo kiểu hoạt hình và các trận chiến diễn ra sao cho quân bắt được đánh bại mục tiêu của nó. Hơn nữa, khi chiếu tướng, quân chiếu tướng sẽ chiến đấu và đánh bại quân vua. Vì có sáu loại quân cờ cho mỗi màu và một quân vua không thể bị chiếu (chứ đừng nói đến việc bắt) một quân vua khác, nên có tổng cộng 35 hoạt ảnh chiến đấu khác nhau. Ví dụ: quân xe biến thành quái vật đá và giết một quân tốt bằng cách đập vào đầu nó, và quân xe giết chết quân hậu bằng cách ăn thịt cô. Có một số sự tôn kính văn hóa đại chúng, hoạt hình quân mã đấu với quân mã đề cập đến cuộc chiến kỵ sĩ đen trong Monty Python và cái Chén Thánh, và cuộc chiến giữa quân vua và quân tượng mô phỏng trận chiến ngắn giữa Indiana Jones và một kiếm sĩ trong Indiana Jones và chiếc rương thánh tích.
Trò chơi cũng có thể được chơi ở phiên bản 2D không có hình ảnh động và phiên bản Amiga CDTV có phần giới thiệu được lồng tiếng đầy đủ mô tả chuyển động của các quân cờ nhằm mang lại lợi ích cho người mới bắt đầu. Âm thanh số hóa được sử dụng trong phiên bản MS-DOS cho tất cả các hiệu ứng âm thanh chiến đấu và được phát qua Loa PC mà không cần card âm thanh, sử dụng kỹ thuật tương tự như RealSound.
Battle Chess có thể được chơi với đối thủ là con người (bằng ghế nóng, null modem hoặc qua mạng cục bộ ở một số cổng) hoặc đấu với  trí tuệ nhân tạo của máy tính (AI). Trò chơi có thư viện mở đầu với hơn 30.000 nước đi (không có sẵn cho phiên bản Commodore 64 và Apple II).

## Phát triển
Battle Chess là trò chơi đầu tiên được phát triển và xuất bản bởi chính Interplay Entertainment sau khi kết thúc mối quan hệ với Electronic Arts, bên cạnh Neuromancer.
Nhà sản xuất Battle Chess và người sáng lập Interplay Brian Fargo bày tỏ sự yêu thích của mình đối với trò chơi này trong một cuộc phỏng vấn năm 2006, mặc dù ông nói thêm rằng ông không nghĩ sẽ có nhiều khán giả xem nó ngày nay.
Một câu chuyện ngụy tạo về quá trình phát triển là việc phát minh ra "The Duck" (một ví dụ về luật tầm thường của Parkinson): Các nhà sản xuất trò chơi được biết là yêu cầu thay đổi trò chơi, có lẽ là để ghi dấu ấn của họ đối với trò chơi đã hoàn thành sản phẩm. Để đạt được mục đích này, một nhà làm phim hoạt hình đã thêm một con vịt nhỏ xung quanh quân hậu, nhưng đảm bảo rằng hình nhân vật sẽ có thể dễ dàng tháo rời. Đến nhận xét, nhà sản xuất đoán trước được mọi việc đều ổn nhưng lại yêu cầu bỏ con vịt đi.

## Đón nhận
Battle Chess đã bán được 250.000 bản vào tháng 2 năm 1993.
Ken St. Andre đã đánh giá trò chơi cho Computer Gaming World và tuyên bố rằng "Bỏ những điều khó hiểu sang một bên, mọi người chơi cờ sẽ muốn có một bản sao của chương trình này và mọi chủ sở hữu Amiga đều nợ anh ta điều đó/chính mình để xem Battle Chess hoạt động. Rất khuyến khích."
Phiên bản Amiga đã nhận được đánh giá tích cực từ các tạp chí do các phân cảnh chiến đấu hài hước được cải tiến (vào thời điểm đó) về mặt đồ họa, hoạt hình và âm thanh. Tuy nhiên, tạp chí trò chơi ASM của Đức lại chỉ trích AI yếu kém khi chơi cờ vua. Khi đánh giá về phiên bản 3DO, Mike Weigand của Electronic Gaming Monthly đã nói: "Nếu bạn là một người hâm mộ cờ vua, thì bạn có thể muốn xem trò chơi này."
Vào năm 1994 Computer Gaming World nói về phiên bản làm lại, Battle Chess Enhance, rằng "Tác phẩm nghệ thuật đẹp hơn, hoạt ảnh mượt mà hơn và thuật toán cờ vua mạnh hơn nhiều so với nó các phiên bản đĩa trước khiến phiên bản CD trở nên đáng mua".
Interplay đã giành được "Thành tựu đồ họa tốt nhất trong sản phẩm không phải đồ họa" từ Hiệp hội các nhà xuất bản phần mềm (sau này được đổi tên thành Hiệp hội Công nghiệp Thông tin và Phần mềm) cho Battle Chess. Năm 1994, Computer Gaming World đã thêm Battle Chess vào Hall of Fame của tạp chí để vinh danh những trò chơi được độc giả đánh giá cao theo thời gian, mô tả là "một sản phẩm giới thiệu cho cấp độ đầu tiên của tiêu chuẩn đa phương tiện." Năm 1996, tạp chí đã xếp Battle Chess là trò chơi hay nhất mọi thời đại thứ 106 vì "các phân cảnh hoạt hình vui nhộn, phức tạp và các hiệu ứng đặc biệt ngoạn mục."

## Di sản
Kiện tướng cờ vua quốc tế Anna Rudolf ghi nhận Battle Chess đã giúp cô làm quen với cờ vua khi còn nhỏ.
Trò chơi đã được giới thiệu trong bộ phim năm 1992 Knight Moves kể về một kiện tướng cờ vua bị buộc tội nhiều vụ giết người.

### Phần tiếp theo
Phần tiếp theo có tựa đề Battle Chess II: Chinese Chess được phát hành vào năm 1991, dựa trên cờ tướng, thường được gọi là "Cờ vua Trung Hoa". Battle Chess 4000 giả mạo phim truyền hình và phim khoa học viễn tưởng năm 1992 (chẳng hạn như cảnh chiến đấu liên quan đến tảng đá nguyên khối từ 2001: A Space Odyssey) và sử dụng phong cách nghệ thuật hoạt hình đất sét tương tự như ClayFighter.
Vào ngày 28 tháng 12 năm 2015, Brian Fargo tiết lộ rằng anh đã bắt đầu làm phần tiếp theo  sau phần thứ hai của trò chơi có tựa đề Battle Chess 3 vào cuối những năm 1990 nhưng sau đó đã bị hủy bỏ. Anh cũng đã tung ra một đoạn phim về nguyên mẫu của trò chơi.

### Trò chơi truyền cảm hứng
Battle Chess cũng truyền cảm hứng cho một số bản sao trò chơi điện tử khác nhau, chẳng hạn như Star Wars Chess, Terminator 2: Judgment Day – Chess Wars, Combat Chess và National Lampoon's Chess Maniac 5 Billion and 1. Một bản sao khác, War Chess được XS Games phát hành cho PlayStation 2 vào năm 2005, và sau đó được Big Fish Games chuyển sang PC và phát hành trực tuyến.
Một trò chơi tương tự, có tên Battle vs. Chess, được phát triển bởi TopWare Interactive cho "gần như mọi nền tảng". Tuy nhiên, Interplay đã đệ đơn và giành được lệnh cấm vì vi phạm nhãn hiệu vào năm 2010 và TopWare đã bị ngăn phát hành Battle vs. Chess tại Hoa Kỳ.
Tòa án Quận California đã bắt đầu phiên họp và đưa ra phán quyết rằng sau hai năm kiện tụng, TopWare Interactive đã sa thải luật sư của họ, dẫn đến việc Interplay mặc định thắng kiện. Topware sau đó đã phát hành trò chơi ở Bắc Mỹ với tên Check vs. Mate.

### Làm lại
Vào năm 2012, Subdued Software đã phát động chiến dịch Kickstarter để tài trợ cho phiên bản cập nhật của Battle Chess. Mặc dù chiến dịch không thành công nhưng trò chơi cuối cùng đã được Interplay xuất bản dưới tên Battle Chess: Game of Kings và phát hành trên Steam vào năm 2015. Được xếp hạng 4,9/10 trên whatoplay.com.